# 普列斯特斯纵队起义
普列斯特斯纵队（Coluna Prestes）起义是1925年至1927年间巴西爆发的一场舉事。當時人們對巴西當局不滿，並要求建立无记名投票制度以及當局提供良好的公共教育。
1924年7月，中下级军官和警察在巴西圣保罗發動舉事，他們目的是要消滅寡头统治並且實現民主化。之後的3个星期聖保羅一直由反政府武裝控制，後來反政府武裝撤退至巴拉那州伊瓜苏河河口地区。
1924年10月28日，當時一位名叫路易斯·卡洛斯·普列斯特斯的工兵上尉在南里奥格兰德州北部修建铁路。他率領铁路大队發動舉事並宣佈支持圣保罗的起义，他要求建立民主制度。之後普雷斯特斯武裝于1925年3月抵达伊瓜苏河河口，与圣保罗反政府武裝会合，普雷斯特斯出任参谋长。之後反政府武裝開始打游擊戰，並將自己的部队稱為普列斯特斯纵队。之後的28个月內，普列斯特斯纵队转战13州，与近10万政府军戰鬥，行程2.5万多千米。1927年2月，普列斯特斯纵队进入玻利维亚。